# 空中分解 feat.アンテナガール
空中分解 feat.アンテナガール（くうちゅうぶんかいフィーチャリングアンテナガール）は、日本のエレクトロ兄妹音楽ユニット。2012年に日本コロムビアからメジャー・デビュー。

## メンバー
POCOとアンテナガールは実の兄妹であり、兵庫県姫路市出身。
- POCO - 作詞・作曲・編曲・ボーカル・ギター
- アンテナガール - ボーカル
- 津田とばり - ギター

## 概要
「空中分解」はPOCOの学生時代の知り合いとで構成された3人組のユニットだったが、2人が脱退して以降はPOCOのソロユニットとなっていた。2008年に空中分解がインディーズデビューした後、歌声を見出された妹アンテナガールが加わる形で2012年にメジャーデビュー。
2017年8月より新メンバーにGt.津田とばりを迎え、新体制で活動開始。2020年6月21日をもって活動休止。アンテナガールは活動を継続。

## ミュージックビデオ
| 監督     | 曲名                     |
| -------- | ------------------------ |
| 酒井洋一 | 「ダイレクトメッセージ」 |
| 不明     | 「アンテナガール」       |
| 不明     | 「ぴったんこ」           |

## 主催イベント
- 2015年6月28日 - 空中分解 presents“COCOLO COLOR.10”
w/天川宇宙 / カラーポワント / TORIENA / ヒゲドライVAN / Hirao Kojo The Group Sounds
- 2016年2月6日 - 空中分解presents"COCOLO COLOR 11"ダイレクトメッセージ リリースパーティー
w/カナスタ / BPM15Q / TAMTAM / ORESAMA / YMCK

## ライブ
- 2014年6月7日 - SAKAE SP-RING 2014
- 2014年9月13日 - ザ・ジェッジジョンソン Presents ONZOH+
- 2015年6月7日 - SAKAE SP-RING 2015
- 2015年7月11日 - TOKYO BOOTLEG CIRCUIT'15
- 2015年9月17日 - Rock Steady Waseda presents electLUCK vol.0
- 2015年10月8日 - PopLooPop
- 2015年12月24日 - MOSAiC presents【MOSAiC DISCO】〜きっと君は来る Holy night Special?
- 2015年12月27日 - 【T@CCの日曜日】PART2
- 2016年5月1日 - Pastel Pants New Album Release Party SHIBUYA Kawaii MIKOSHI
- 2016年6月4日 - SAKAE SP-RING 2016